# Lophophora thaumasalis
Lophophora thaumasalis là một loài bướm đêm trong họ Noctuidae.